# Martin Cloutier
Pour les articles homonymes, voir Cloutier.
Martin Cloutier, né le 25 octobre 1969 à Louiseville, au Québec (Canada), est un humoriste, scénariste et acteur québécois.

## Biographie
Diplômé de l'École nationale de l'humour en 1993, il forme dès lors avec Dominic Sillon un duo comique nommé Dominic et Martin, représentant 20 ans de carrière.
Il a participé à différentes séries télévisées sur les ondes de TQS à titre d'auteur, scénariste et comédien.
Il a également participé à plusieurs émissions de radio, dont Le retour de Salvail, Dominic et Martin qu'il a animé avec son acolyte Dominic Sillon et Éric Salvail jusqu'en 2009.
Animateur (morning man) pour la station radiophonique CKOI 96.9 à l'émission « Debout les comiques ! ».
Animateur télé pour l'émission « Accès Golf TV » sur les ondes de RDS2.

## Carrière

### Spectacles
- 1999-2002 : Dominic et Martin de retour dans leur première tournée d'adieu[2],[3], (Octant) ;
- 2003-2004 : Dans une salle près de chez vous, (Octant)[4] ;
- 2005-2009 : Inséparables[3],[5], (Avanti Présente) ;
- 2006-2007 : Spectacle Les 7, (Zone 3), comédie musicale[6] ;
- 2010-2012 : Le Comique Club, (Avanti Présente), spectacle humoristique[7] ;
- 2013-2016 : FOU, (Avanti Présente)[1].

#### En tant que metteur en scène
- 2014 : Bon deuxième - Stéphane Fallu, (Avanti Présente) ;
- 2015 : Spectacle Les 5 Prochains, (Avanti Présente)[8] ;
- 2015 : Spectacle Les 2 frères ;
- 2017 : Gala ComediHa! animé par Mario Jean et Billy Tellier[9] ;
- 2017-2020 : Juste Dominic et Martin, (Avanti Groupe)[10] ;
- 2018 : Roxane Bruneau[11].

### Télévision
- 2001-2003 : Dominic et Martin[12], (TQS / Point Final), rôle principal ;
- 2004-2005 : C'est mon show[3], (TQS / Avanti Ciné Vidéo), rôle principal ;
- 2006 : Il était une fois dans le trouble, (Zone 3), caméo ;
- 2011-2015 : Accès golf, (RDS / Lucas Productions), animateur ;
- 2013 : En route vers mon premier gala, (MAtv / Juste pour rire), juge.

### Filmographie
- 2004 : Ma vie en cinémascope : Baloune ;
- 2004 : Pinocchio 3000 (Cinégroupe) : Rodo, voix.

### Radio
- 2005-2006 : Le monde est Petit, (NRJ) ;
- 2005-2007 : C't'encore drôle, (NRJ) ;
- 2008-2010 : Le retour de Salvail, Dominic et Martin, (NRJ)[3] ;
- 2011 : Midi Morency, (NRJ) ;
- 2012 : Les hits de l'été, (CKOI) ;
- 2013 : Debout les comiques!, (CKOI).